# Denys de Béchillon
Denys de Béchillon, né le 29 mai 1961 à Paris, est un juriste et universitaire français, spécialiste de droit public. Il est professeur des universités à l'université de Pau, chroniqueur à L'Express et consultant juridique.

## Biographie

### Jeunesse et études
Il est reçu major de l'agrégation de droit public de 1997-1998, et est professeur à l’université de Pau, au sein de laquelle il a rédigé sa thèse de doctorat Hiérarchie des normes et hiérarchie des fonctions normatives de l'État, soutenue en 1993 sous la direction du professeur Pierre Bon.

### Parcours professionnel
Il est membre, à partir de 2008, du Conseil d’analyse de la société (présidé par Luc Ferry) jusqu'à la dissolution du Conseil en 2013. Il est l'un des membres du Club des juristes. Il a siégé dans plusieurs comités chargés de préparer des réformes juridiques. Il a notamment été nommé par Nicolas Sarkozy au Comité de réflexion sur la modernisation et le rééquilibrage des institutions de la Ve République, présidé par Edouard Balladur (2007), dont les travaux ont débouché sur la révision de la Constitution du 23 juillet 2008. Il a également été nommé par Nicolas Sarkozy au Comité de réflexion sur le Préambule de la Constitution, présidé par Simone Veil. Le rapport de ce Comité a préconisé pour l'essentiel de ne pas modifier le Préambule, où l'on trouve la plupart des droits fondamentaux, partant du principe qu'il était suffisamment complet. Il prône ainsi une modération en matière de révision constitutionnelle, mais aussi sur le problème des discriminations positives à la française.
En 2020, Marianne décrit Denys de Béchillon comme lobbyiste pour le groupe Vinci. Selon le magazine, il plaide en 2019 auprès du Conseil constitutionnel en faveur de la loi Pacte du gouvernement d'Emmanuel Macron et de la privatisation du groupe ADP.
Denys de Béchillon est fait chevalier de la Légion d'Honneur en 2009 puis officier en 2020.

## Prise de positions
En janvier 2014, alors que de nombreux juristes s'alarment des conséquences pour la liberté d'expression et pour les libertés publiques de l'ordonnance Dieudonné du Conseil d'État, Denys de Béchillon la soutient au contraire et y voit « un signe de très bon fonctionnement de la justice ». Il juge également « judicieux » l'argument de la « cohésion nationale », notion sévèrement critiquée par plusieurs juristes pour son manque de clarté et son imprécision,.

## Distinctions
- Chevalier de l'ordre des Palmes académiques (2012)
- Officier de l'ordre national du Mérite le 2 mai 2017[12]
- Officier de la Légion d'honneur (promotion du 1er janvier 2000)Officier de la Légion d'honneur le 15 juin 2020 (JO du 1er janvier 2020) ; chevalier du 24 novembre 2009 (JO du 14 juillet 2009)